# Lara Käpplein
Lara Käpplein (* 25. Mai 1995 in Bruchsal) ist eine deutsche Badmintonspielerin und ehemalige Sportsoldatin.

## Karriere
Käpplein fing im Alter von sieben Jahren an beim SSV Waghäusel Badminton zu spielen. In der Altersklasse U13 wurde sie in den Kader der Jugendnationalmannschaft aufgenommen. 2010 gewann Käpplein erstmals die Deutschen Nachwuchsmeisterschaften im Dameneinzel. In den nächsten beiden Jahren siegte sie im Mixed mit Fabian Roth in der U17-Konkurrenz. In der folgenden Saison wechselte sie zur SG Ansbach und besuchte die Carl-von-Weinberg-Schule in Frankfurt, die an den Olympiastützpunkt Hessen angeschlossen ist. Für den Verein trat Käpplein in der Bundesliga-Saison 2011/12 in der höchsten deutschen Liga an. Die Mannschaft stieg ab und sie spielte zwei Jahre in der 2. Bundesliga Süd. Käpplein, die nach Abschluss ihrer Schulbildung als Sportsoldatin verpflichtet war, kehrte in der Saison 2014/15 mit dem 1. BC Bischmisheim in die oberste Spielklasse zurück und gewann den Meistertitel. 2015 siegte sie zum ersten Mal bei einem bedeutenden internationalen Turnier, dem Slovenia International 2015. Zur neuen Saison wechselte sie zum Bundesliga-Rekordmeister, dem 1. BV Mülheim und wurde 2016 erstmals bei einem Länderspiel der deutschen Nationalmannschaft eingesetzt. Bei der Deutschen Meisterschaft 2016 erreichte Käpplein mit Linda Efler im Damendoppel das Finale, nachdem sie in den beiden Vorjahren noch im Halbfinale gescheitert war. Im Folgejahr war die Sportsoldatin auf internationaler Ebene beim Kharkiv International 2017 erfolgreich. 2018 und 2019 erreichte sie mit Johanna Goliszewski zwei Mal den zweiten Platz bei den Deutschen Meisterschaften. In diesen Jahren erspielte sie außerdem ihre größten Erfolge mit der Nationalmannschaft, als sie sich bei der Damen-Mannschaftseuropameisterschaft 2018 und der Mixed-Mannschaftseuropameisterschaft 2019 jeweils nur gegen die dänische Auswahl geschlagen geben musste und zwei Silbermedaillen gewann.
Zum Jahresbeginn 2020 beendete Käpplein nach 15 Länderspielen ihre Karriere in der Nationalmannschaft, um eine berufliche Ausbildung zu beginnen. Dennoch trat sie weiterhin in der höchsten Spielklasse für den 1. BC Beuel an und erreichte bei den Deutschen Meisterschaften 2021 im Mixed mit Max Weißkirchen das Halbfinale.

## Sportliche Erfolge
| Jahr | Veranstaltung                       | Platz | Disziplin   | Spielpartner                |
| ---- | ----------------------------------- | ----- | ----------- | --------------------------- |
| 2010 | Nachwuchsmeisterschaften 2010       | 1.    | Dameneinzel |                             |
| 2011 | Nachwuchsmeisterschaften 2011       | 1.    | Mixed       | Fabian Roth                 |
| 2012 | Nachwuchsmeisterschaften 2012       | 1.    | Mixed       | Fabian Roth                 |
| 2013 | Juniorenmeisterschaft 2013          | 1.    | Damendoppel | Anika Dörr                  |
| 2014 | Deutsche Meisterschaften 2014       | 3.    | Damendoppel | Jennifer Karnott            |
| 2015 | Bundesliga-Saison 2014/15           | 1.    | Mannschaft  | 1. BC Bischmisheim          |
| 2015 | Deutsche Meisterschaften 2015       | 3.    | Damendoppel | Linda Efler                 |
| 2015 | Slovenia International 2015         | 1.    | Damendoppel | Linda Efler                 |
| 2016 | Deutsche Meisterschaften 2016       | 2.    | Damendoppel | Linda Efler                 |
| 2017 | Kharkiv International 2017          | 1.    | Damendoppel | Johanna Goliszewski         |
| 2018 | Deutsche Meisterschaften 2018       | 2.    | Damendoppel | Johanna Goliszewski         |
| 2018 | Mannschaftseuropameisterschaft 2018 | 2.    | Mannschaft  | Deutsche Nationalmannschaft |
| 2019 | Bundesliga-Saison 2018/19           | 3.    | Mannschaft  | 1. BV Mülheim               |
| 2018 | Deutsche Meisterschaften 2019       | 2.    | Damendoppel | Johanna Goliszewski         |
| 2019 | Deutsche Meisterschaften 2019       | 3.    | Mixed       | Oliver Roth                 |
| 2019 | Mannschaftseuropameisterschaft 2019 | 2.    | Mannschaft  | Deutsche Nationalmannschaft |
| 2020 | Mannschaftseuropameisterschaft 2020 | 2.    | Mannschaft  | Deutsche Nationalmannschaft |
| 2021 | Deutsche Meisterschaften 2021       | 3.    | Mixed       | Max Weißkirchen             |